# サイリーン (競走馬)
サイリーン (Cyllene) は1890年代末に活躍したイギリスの競走馬である。クラシック登録がなかったためクラシック競走には出走していないが、アスコットゴールドカップ、ジョッキークラブステークスに勝った。
種牡馬としてもイギリスで2回、アルゼンチンで1回リーディングサイアーとなった。

## 馬名について
馬名は母アルカディアにちなみ、ギリシア神話に登場するヘルメースのキュレーネー山からとられたものである。日本では「サイレン」あるいは「シリーン」と表記されることもある。

## 経歴
遅生まれのうえ成長が遅れたため、オーナーブリーダーのチャールズ・デイ・ローズはこの馬をクラシック登録せず、成長したサイリーンを見て後悔したと言われている。負けたレースは2歳、3歳時に一度ずつだけで、クラシックには出走権がなかったが、のちのダービーステークス優勝馬ジェダーをニューマーケットステークスで破り、同年ジョッキークラブステークスを圧勝した。翌年は当初からアスコットゴールドカップを目指し、ここを8馬身差で圧勝。レース後に引退が発表された。
種牡馬入り後は種付けの申し込みが殺到し、初年度の種付け料は150ギニーにまで高騰したが、その初年度産駒はわずか2つしか勝利を挙げられなかった。1905年にはキケロがダービーステークスに勝ったものの、失敗種牡馬の評価は変わらず、1909年にはアルゼンチンに2万5000ギニーで輸出される結果となった。
だが輸出後になって、残してきた産駒のなかからエプソムダービー馬を3年連続で輩出し、1909年と1910年にはリーディングサイアーを獲得した。また、産駒の一頭であるポリメラスはのちに種牡馬として成功し、サイリーンのサイアーラインを伸ばしていった。輸出先のアルゼンチンでもナシオナル大賞（アルゼンチンダービー）馬を3頭送り出すなど成功している。
1924年に供用地であるオホデアグア牧場で倒れ寝たきりとなったが、30歳まで生きた。性格は極めて温和で常に人を気遣うほどであったと伝えられている。

## 競走成績
- 1897年（5戦4勝） 
  - ナショナルブリーダーズプロデュースステークス、1000ソヴリンウォースステークス、トリエニアルステークス、セフトンパークプレート
- 1898年（4戦3勝） 
  - ジョッキークラブステークス、ニューマーケットステークス、サンダウンフォールステークス
- 1899年（2戦2勝） 
  - アスコットゴールドカップ、トリエニアルステークス

## おもな産駒
- ミノル（エプソムダービー、2000ギニー）
- ポリメラス（チャンピオンステークス、イギリスリーディングサイアー6回）
- タガリー（英語版）（エプソムダービー、1000ギニー）
- キケロ（エプソムダービー）
- レンバーグ（エプソムダービー）
- セントエミリオン（ナシオナル大賞）
- パラグリン（ナシオナル大賞）
- ガウロイ（ナシオナル大賞）
- メイドオブザミスト（ナッソーステークス、チェヴァリーパークステークス。繁殖牝馬として成功し牝系を拡大、子孫にスピードシンボリ、ワシントンカラーなど）

## 血統表
| Cylleneの血統             | Cylleneの血統                                          | Cylleneの血統                                          | （血統表の出典）                                       | （血統表の出典） |
| 父系                      | エクリプス系                                           | エクリプス系                                           | エクリプス系                                           | [ § 2 ]          |
| 父 Bona Vista 1889年 栗毛 | 父の父Bend Or 1877年 栗毛                              | Doncaster                                              | Stockwell                                              | Stockwell        |
| 父 Bona Vista 1889年 栗毛 | 父の父Bend Or 1877年 栗毛                              | Doncaster                                              | Marigold                                               |                  |
| 父 Bona Vista 1889年 栗毛 | 父の父Bend Or 1877年 栗毛                              | Rouge Rose                                             | Thormanby                                              | Thormanby        |
| 父 Bona Vista 1889年 栗毛 | 父の父Bend Or 1877年 栗毛                              | Rouge Rose                                             | Ellen Horne                                            |                  |
| 父 Bona Vista 1889年 栗毛 | 父の母Vista 1879年 栗毛                                | Macaroni                                               | Sweetmeat                                              | Sweetmeat        |
| 父 Bona Vista 1889年 栗毛 | 父の母Vista 1879年 栗毛                                | Macaroni                                               | Jocose                                                 |                  |
| 父 Bona Vista 1889年 栗毛 | 父の母Vista 1879年 栗毛                                | Verdure                                                | King Tom                                               | King Tom         |
| 父 Bona Vista 1889年 栗毛 | 父の母Vista 1879年 栗毛                                | Verdure                                                | May Bloom                                              |                  |
| 母 Arcadia 1887年 栗毛    | 母の父Isonomy 1875年 鹿毛                              | Sterling                                               | Oxford                                                 | Oxford           |
| 母 Arcadia 1887年 栗毛    | 母の父Isonomy 1875年 鹿毛                              | Sterling                                               | Whisper                                                |                  |
| 母 Arcadia 1887年 栗毛    | 母の父Isonomy 1875年 鹿毛                              | Isola Bella                                            | Stockwell                                              | Stockwell        |
| 母 Arcadia 1887年 栗毛    | 母の父Isonomy 1875年 鹿毛                              | Isola Bella                                            | Isoline                                                |                  |
| 母 Arcadia 1887年 栗毛    | 母の母Distant Shore 1880年 栗毛                        | Hermit                                                 | Newminster                                             | Newminster       |
| 母 Arcadia 1887年 栗毛    | 母の母Distant Shore 1880年 栗毛                        | Hermit                                                 | Seclusion                                              |                  |
| 母 Arcadia 1887年 栗毛    | 母の母Distant Shore 1880年 栗毛                        | Land's End                                             | Trumpeter                                              | Trumpeter        |
| 母 Arcadia 1887年 栗毛    | 母の母Distant Shore 1880年 栗毛                        | Land's End                                             | Faraway                                                |                  |
| 母系(F-No.)               | 9号族(FN:9-e)                                          | 9号族(FN:9-e)                                          | 9号族(FN:9-e)                                          | [ § 3 ]          |
| 5代内の近親交配           | Stockwell S4×M4、Pocahontas S5×S5×M5、Newminster M4×S5 | Stockwell S4×M4、Pocahontas S5×S5×M5、Newminster M4×S5 | Stockwell S4×M4、Pocahontas S5×S5×M5、Newminster M4×S5 | [ § 4 ]          |
| 出典                      | 1. 2. 3. 4.                                            | 1. 2. 3. 4.                                            | 1. 2. 3. 4.                                            | 1. 2. 3. 4.      |